# Ny3 Canis Majoris
Ny3 Canis Majoris (ν3 Canis Majoris, förkortat Ny3 CMa, ν3 CMa) som är stjärnans Bayerbeteckning, är en dubbelstjärna belägen i den mellersta delen av stjärnbilden Stora hunden. Den har en kombinerad skenbar magnitud på 4,41 och är synlig för blotta ögat där ljusföroreningar ej förekommer. Baserat på parallaxmätning inom Hipparcosuppdraget på ca 7,7 mas, beräknas den befinna sig på ett avstånd av ca 420 ljusår (ca 129 parsek) från solen.

## Egenskaper
Ny3 Canis Majoris A är en orange till röd jättestjärna alternativt en hybrid ljusstark jätte av spektralklass K0 II-III med 96 procent sannolikhet på den horisontella grenen i HR-diagrammet. Den har en massa som är ca 3,4  gånger större än solens massa. en radie som är ca 33 gånger större än solens och utsänder från dess fotosfär ca 400 gånger mera energi än solen vid en effektiv temperatur på ca 4 500 K. Stjärnan har en måttlig ytaktivitet med en magnetfältstyrka på 2,2 ± 04 G och är källa till röntgenstrålning med en styrka på 624×1027 erg/s.
Stjärnan roterar i lugn takt med en period på 183 dygn. Följeslagaren, Ny3 Canis Majoris B, är separerad med 1,040 bågsekunder och har en skenbar magnitud på +8,56.